# Авганистан на Светском првенству у атлетици на отвореном 2011.
Авганистан је учествовао на 13. Светском првенству у атлетици на отвореном 2011. одржаном у Тегуу од 27—4. септембра. Репрезентацију Авганистана представљао је један атлетичар који се такмичио у трци на 100 метара. , 

На овом првенству Авганистан није освојио ниједну медаљу. Оборен је само један рекорд сезоне.

## Учесници
Мушкарци:
- Масуд Азизи — 100 м

## Резултати

### Мушкарци
| Атлетичар   | Дисциплина | Лични рекорд | Квалификације | Квалификације | Група                | Група                | Полуфинале           | Полуфинале           | Финале               | Финале       | Детаљи |
| Атлетичар   | Дисциплина | Лични рекорд | Резултат      | Место         | Резултат             | Место                | Резултат             | Место                | Резултат             | Место        | Детаљи |
| ----------- | ---------- | ------------ | ------------- | ------------- | -------------------- | -------------------- | -------------------- | -------------------- | -------------------- | ------------ | ------ |
| Масуд Азизи | 100 м      | 11,11 НР     | 11,64 РС      | 6. у гр. 2    | Није се квалификовао | Није се квалификовао | Није се квалификовао | Није се квалификовао | Није се квалификовао | 69 / 71 (75) |        |

Легенда:РС = Рекорд сезоне (најбољи резултат у сезони до почетка првенства)